# Italiana (албум)
Italiana је двоструки студијски албум италијанске певачице Мине, објављен 1982. године за издавачке куће PDU. Албум је снимљен у новом студију PDU у Лугану.
За албум певачица је записала кавер-верзију песме Sweet Transvestite из филма Роки Хорор Шоу, као и италијанску верзију песме Qualquer coisa бразилског певача Каетана Велоза, која је добила назив Marrakesh. Песме Il Cigno Dellamore и Senza Fiato су касније преведене на турски језик и изведене од стране певачице Ажде Пекан.

## Списак пјесама
| №  | Назив                  | Трајање |  |
| 1. | Magica follia          | 3:54    |  |
| 2. | Il cigno dell’amore    | 4:21    |  |
| 3. | Perfetto non so        | 3:58    |  |
| 4. | Per averti qui         | 4:33    |  |
| 5. | Ti dimentichi di Maria | 3:32    |  |
| 6. | Già visto              | 5:12    |  |
| 7. | Morirò per te          | 4:20    |  |
| 8. | O qué será             | 5:24    |  |
| 9. | Sapori di civiltà      | 4:54    |  |

| №  | Назив                      | Трајање |  |
| 1. | Mi piace tanto la gente    | 5:32    |  |
| 2. | Sweet Transvestite         | 4:27    |  |
| 3. | Senza fiato                | 4:02    |  |
| 4. | La vita vuota              | 3:41    |  |
| 5. | Marrakesh (Qualquer coisa) | 3:07    |  |
| 6. | It’s Your Move             | 5:11    |  |
| 7. | Musica d’Argentina         | 4:36    |  |
| 8. | Caro qualcuno              | 5:06    |  |
| 9. | Oggi è nero                | 5:10    |  |

## Позиције на листама
| Листа (1982)              | Највиша позиција |
| ------------------------- | ---------------- |
| Италија (Musica e dischi) | 6                |